# Saint Lucia ai Giochi della XXVIII Olimpiade
Saint Lucia partecipò ai Giochi della XXVIII Olimpiade, svoltisi ad Atene, Grecia, dal 13 al 29 agosto 2004, con una delegazione di 2 atleti impegnati in due discipline.

## Risultati

### Atletica leggera
| Q | Qualificato al turno successivo per la Classifica in qualificazione                                                          |
| q | Qualificato per il turno successivo per ripescaggio o, negli eventi su campo, conquistando la misura minima per qualificarsi |

Maschile
Eventi su pista e strada
| Atleta            | Evento   | Tempo    | Classifica |
| ----------------- | -------- | -------- | ---------- |
| Zepherinus Joseph | Maratona | 2h44'19" | 80º        |

### Nuoto
Femminile
| Atleta                | Evento         | Batteria  | Batteria   | Semifinale      | Semifinale      | Finale          | Finale          |
| Atleta                | Evento         | Risultato | Classifica | Risultato       | Classifica      | Risultato       | Classifica      |
| --------------------- | -------------- | --------- | ---------- | --------------- | --------------- | --------------- | --------------- |
| Natasha Sara Georgeos | 100 m farfalla | 1'07"94   | 6ª         | non qualificata | non qualificata | non qualificata | non qualificata |